# Cryptopontius tanacredii
Cryptopontius tanacredii is een eenoogkreeftjessoort uit de familie van de Artotrogidae. De wetenschappelijke naam van de soort is voor het eerst geldig gepubliceerd in 2002 door Johnsson, Rocha & Boyko.